# Udo Landbauer

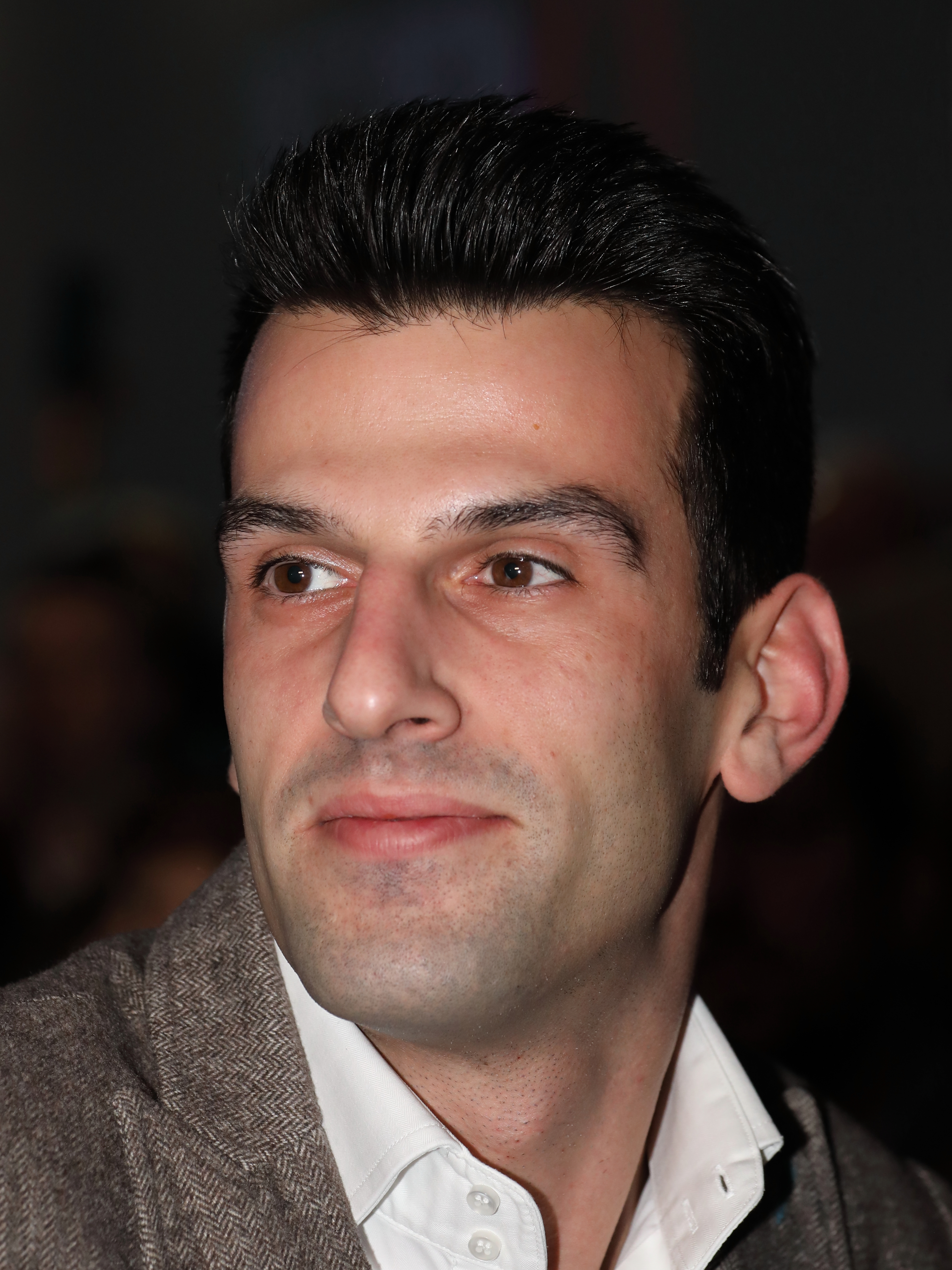
Udo Landbauer (2019)

Udo Karl Landbauer (* 12. April 1986 in Neunkirchen, Niederösterreich) ist ein rechtsextremer österreichischer Politiker der Freiheitlichen Partei Österreichs. Seit dem 23. März 2023 ist er Stellvertreter der Landeshauptfrau Johanna Mikl-Leitner in der amtierenden Landesregierung und dort zuständig für Infrastruktur, Verkehr, Sport und Teil der EU-Agenden. Er ist Abgeordneter zum niederösterreichischen Landtag und fungiert dort als Klubobmann seiner Partei, seit 1. Juli 2019 ist er zudem Landesparteiobmann der FPÖ Niederösterreich.
Von 2011 bis 2018 war Landbauer Bundesobmann des Rings Freiheitlicher Jugend Österreich und von 2010 bis 2018 Gemeindepolitiker in Wiener Neustadt. Bei der Landtagswahl in Niederösterreich 2018 sowie der Landtagswahl in Niederösterreich 2023 war er FPÖ-Spitzenkandidat. Infolge der Affäre um die Burschenschaft Germania zu Wiener Neustadt legte er mit 1. Februar 2018 vorübergehend alle politischen Funktionen zurück und stellte kurzzeitig auch seine Parteimitgliedschaft ruhend. Seit dem 19. Juni 2021 ist er stellvertretender Bundesparteiobmann der FPÖ.

## Leben
Udo Landbauer wurde als Sohn eines österreichischen Vaters und einer iranischen Mutter geboren. Sein Vater und sein Bruder sind ebenfalls in der FPÖ aktiv.
Er besuchte das Militärrealgymnasium an der Theresianischen Militärakademie in Wiener Neustadt und schloss dieses 2005 mit der Matura ab. Anschließend absolvierte er den Präsenzdienst in Mautern an der Donau, Neusiedl am See und Wiener Neustadt. In den Jahren 2001 bis 2010 arbeitete er saisonal als Skilehrer bei einer Skischule am Semmering. Von 2006 bis 2010 studierte er Rechtswissenschaften an der Universität Wien, ohne einen Abschluss zu erlangen. Seit 2012 studiert er an der Johannes Kepler Universität in Linz. Seinen angeführten „MA“ hat er über eine Abschlussarbeit aus dem Jahr 2017 mit dem Titel Die Wohnungsgemeinnützigkeit in Österreich unter Berücksichtigung politischer Einflüsse und Einflussnahmen an der FH Campus Wien erreicht, begutachtet von Andreas Schnider. Der Abschluss ist nicht mit einem vollwertigen, postgradualen Mastergrad auf Universitätsniveau nach dem europäischen Bologna-Schema vergleichbar.
Von 2001 bis Jänner 2018 war Landbauer Mitglied und zuletzt mehrere Jahre stellvertretender Obmann der rechtsextremen pennalen Burschenschaft Germania Wiener Neustadt.
Udo Landbauer lebt in Wiener Neustadt. Er ist verheiratet und hat eine Tochter.

## Politische Tätigkeit

### Anfänge beim Ring Freiheitlicher Jugend
Udo Landbauer kam im Alter von 14 Jahren zum Ring Freiheitlicher Jugend (RFJ) Niederösterreich, dessen Landesvorstand er ab 2003 angehörte. Von 2005 – im selben Jahr wurde er Mitglied des Landesparteivorstandes der FPÖ Niederösterreich – bis 2010 war Landbauer Landesobmann des RFJ Niederösterreich, 2010 wurde er zum Ehrenobmann ernannt. Von 2006 bis zu seiner Wahl zum geschäftsführenden Bundesobmann im Jahr 2011 war er Generalsekretär des RFJ Österreich. Am 25. ordentlichen Bundesjugendtag des RFJ Österreich in Tulln an der Donau im März 2012 wurde er mit 98,7 Prozent der Delegiertenstimmen zum Bundesobmann gewählt, damit auch Mitglied des FPÖ-Bundesparteivorstandes, und nach der dreijährigen Funktionsperiode am 9. Mai 2015 während des 26. ordentlichen Bundesjugendtages in dieser Funktion bestätigt. Im Jänner 2018 folgte ihm Maximilian Krauss als RFJ-Vorsitzender. Ab 2009 war er auch Bezirksparteiobmann der FPÖ Wiener Neustadt.

### Tätigkeit für völkisch-rechtsextreme Junge Patrioten
2010 unterstützte Landbauer die Organisation „Junge Patrioten – Verein zur Erziehung zu politischer Verantwortung“, eine nach Auskunft des DÖW rechtsextreme Gruppe mit „völkisch-fundamentalistischer Orientierung“, die vor der Auflösung im Oktober 2011 die Zeitschrift gegenARGUMENTe publizierte (die Zeitschrift, die dem DÖW zufolge eindeutig in der „völkisch-traditionalistischen Ausformung des österreichischen Rechtsextremismus“ einzuordnen sei, erscheint seither im Aula-Verlag). In zwei mit seinem Konterfei versehenen Schreiben an Sympathisanten der „Jungen Patrioten“ warb Landbauer (um dem „zerstörerischen Zeitgeist entgegenzuwirken und vor allem junge Menschen wieder mit ihren Wurzeln vertraut zu machen“) um Spenden, darunter auch für ein von der Gruppe 2010 herausgegebenes Liederbüchlein für unterwegs, das unter anderem mit Hohe Nacht der klaren Sterne ein in der Zeit des Nationalsozialismus propagiertes Weihnachtslied, mit Und wenn wir marschieren das Bundlied des Bundes Deutscher Mädel (BDM) und das rassistische Negeraufstand ist in Kuba enthielt. Laut dem an die „liebe Kameradin“ und „den lieben Kameraden“ gewandten Vorwort sollte das Liederbuch dazu dienen, „im Dienste unseres Volkstums und in Treue zu unserem Vaterland Kräfte der Seele zu wecken und erneut zu binden“.

### Kommunalpolitiker in Wiener Neustadt und Landtagsabgeordneter (seit 2013)
Sein erstes politisches Mandat erhielt Landbauer als FPÖ-Kandidat nach der Gemeinderatswahl in Wiener Neustadt am 14. März 2010 mit der Position eines Stadtrates (Ressort: Verkehr und Stiftungen) im Stadtsenat. In den Jahren 2011 bis 2014 arbeitete er im „Klub der Wiener Freiheitlichen Landtagsabgeordneten und Gemeinderäte“ als politischer Referent des Klubobmannes. Nach der Landtagswahl in Niederösterreich 2013 wurde er Abgeordneter der FPÖ im Landtag von Niederösterreich (Mitglied der Ausschüsse für Bildung, Europa, Soziales und Kultur) und wechselte in Wiener Neustadt aus dem Stadtsenat in den Gemeinderat, wo er ab 2015 Obmann des freiheitlichen Gemeinderatsklubs war. 2016 wurde er nach dem Rücktritt von Markus Dock-Schnedlitz erneut Mitglied der Stadtregierung (Ressort: Sicherheit, Sport, Jugend und Markt), die Funktion des Klubobmannes wechselte zu Bürgermeisterstellvertreter  Michael Schnedlitz.
Am 21. Juli 2017 wurde Udo Landbauer mit 94 Prozent der Stimmen zum Obmann der freiheitlichen Bezirksorganisationen von Wiener Neustadt (Stadt) und Wiener Neustadt Land gewählt, die seither unter einem Dach zusammenarbeiten.

### Spitzenkandidat bei der Landtagswahl in Niederösterreich 2018 und Rückzug wegen Liederbuch-Affäre
Zur Landtagswahl in Niederösterreich 2018 trat er als Spitzenkandidat der FPÖ an. Im Wahlkampf bezeichnete er im November 2017 in einer Presseaussendung die Landeshauptfrau Johanna Mikl-Leitner (ÖVP) als „Moslem-Mama-Mikl,“ weil der niederösterreichische Bildungsplan für Kindergärten vorsehe, dass man „Feste und Feiertage aus verschiedenen Kulturen feiern“ müsse, was Landbauer als „Zwangsislamisierung“ betrachtet. Ein Vater habe sich bei ihm beschwert, dass sein Sohn auf Türkisch zählen lerne. In einem anderen Kindergarten soll eine Mitarbeiterin einen Niqab getragen haben. Im weiteren Verlauf der Presseaussendung ist hingegen von einem „islamischen Kopftuch“ die Rede – ein Kleidungsstück, das „ein für allemal verboten“ gehöre. Nach Landbauer werde die Bevölkerung „von der Mikl-ÖVP mit diesem Multi-Kulti-Wahnsinn zwangsbeglückt“.
Fünf Tage vor der Landtagswahl, am 23. Jänner 2018, berichtete die Wiener Wochenzeitung Falter über das 1997 in dritter Auflage erschienene Liederbuch der Burschenschaft Germania zu Wiener Neustadt, das eine Reihe antisemitischer, rassistischer und im Verdacht der NS-Wiederbetätigung nach dem Verbotsgesetz stehender Liedtexte enthält. Eines der Lieder ruft wörtlich zur Fortführung des Holocausts auf:

„Da trat in ihre Mitte der Jude Ben Gurion: Gebt Gas, ihr alten Germanen, wir schaffen die siebte Million.“

Landbauer war von 2001 bis kurz vor der niederösterreichischen Landtagswahl im Jänner 2018 Mitglied der pennalen Burschenschaft und war zuletzt bis 19. Jänner 2018 deren stellvertretender Vorsitzender. Infolge der Berichterstattung auch in weiteren in- und ausländischen Medien stellte er seine Mitgliedschaft zunächst „ruhend“, zeigte sich „schockiert“ über diese Texte, die er als „widerwärtig“ bezeichnete, und bestritt, diese jemals in dem Liederbuch gesehen, gesungen und in der Burschenschaft jemals Fremdenfeindlichkeit oder Antisemitismus wahrgenommen zu haben. Kurz vor der Landtagswahl legte er seine Mitgliedschaft zurück; in einem ZiB2-Interview mit Armin Wolf am 24. Jänner 2018 erklärte er: „Ich bin kein Mitglied der Burschenschaft.“
Landeshauptfrau Mikl-Leitner bezeichnete die Vorwürfe zunächst als „schwer“ und „sehr ernst zu nehmen“, sie erwarte „nicht nur Aufklärung, sondern auch eine klare Distanzierung“. Rücktrittsaufforderungen vonseiten der SPÖ, der NEOS, der Grünen wie auch der IKG lehnte Landbauer ab und wurde darin auch von seiner Partei unterstützt. Bundeskanzler Sebastian Kurz (ÖVP) forderte für die „Verantwortlichen des antisemitischen und rassistischen Liederbuchs die volle Härte des Gesetzes“, ging aber nicht auf Landbauer ein. Bundespräsident Alexander Van der Bellen beurteilte die Texte nach Bekanntwerden als „verabscheuungswürdig“ und stellte fest, die Mitglieder der Germania stünden „jetzt im Verdacht der Wiederbetätigung. Wer immer dafür verantwortlich ist, hat in der Politik nichts zu suchen.“ Wenige Tage später forderte er Landbauer zum Rücktritt auf, trete er nicht zurück, „dann hat die FPÖ ein Problem“. Für ihn liege die Grenze des politisch Tragbaren schon vor einer strafrechtlichen Verurteilung. Am 27. Jänner erklärte Mikl-Leitner, nach der Wahl am 28. mit allen Parteien zusammenarbeiten zu wollen, schloss nun aber eine Zusammenarbeit mit Landbauer aus.
Bei der Landtagswahl blieb die FPÖ zwar hinter den Umfrageergebnissen (rund 20 Prozent) und dem von Landbauer genannten Wahlziel, den Stimmenanteil mindestens zu verdoppeln, um die SPÖ vom zweiten Platz zu verdrängen, zurück, konnte aber mit einem Zuwachs von 8,21 Prozentpunkten gegenüber der Landtagswahl 2013 auf 14,76 Prozent der Stimmen die Zahl ihrer Mandate von vier auf acht der 53 Sitze im Landtag von Niederösterreich verdoppeln. Mikl-Leitner bekräftigte am Wahlabend: „Mit Udo Landbauer gibt es in der Landesregierung keine Zusammenarbeit“, hat aber, aufgrund der Zusammensetzung der niederösterreichischen Landesregierung als Proporz-System, in dem der FPÖ nun ein Regierungsmitglied und auch die Entscheidung darüber zusteht, wen sie entsendet, nur begrenzte Möglichkeiten.
Am 1. Februar 2018 legte Landbauer alle politischen Funktionen zurück und stellte seine Mitgliedschaft in der FPÖ ruhend. Er nahm sein Landtagsmandat nicht an und trat als Stadtrat in Wiener Neustadt zurück.
Am 5. Februar 2018 wurde Landbauer laut einem Bericht des ORF Niederösterreich neben anderen, wie dem Wiener Landtagsabgeordneten Stefan Berger (FPÖ), der auch Mitglied der Burschenschaft Germania gewesen sein soll, von der Staatsanwaltschaft Wiener Neustadt als Zeuge einvernommen und befragt. Zuvor waren vier Verdächtige einvernommen worden.
Tags darauf wurde bekannt gegeben, dass der FPÖ-Politiker Philipp Gerstenmayer Udo Landbauer als Stadtrat in Wiener Neustadt nachfolgen werde. Dieser wurde am 20. Februar 2018 zum Wiener Neustädter Stadtrat und damit zum Nachfolger Udo Landbauers gewählt. Im Landtag folgte ihm Michael Schnedlitz nach.
Im Mai 2018 sagte FPÖ-Generalsekretär Christian Hafenecker, er sei für ein politisches Comeback Landbauers offen. Beim Landesparteitag der FPÖ Niederösterreich betonte Landbauer selbst, er werde, wenn sich die Möglichkeit bietet, weiter politisch aktiv sein. Auch der niederösterreichische FPÖ-Landesparteiobmann und FPÖ-Klubobmann im Nationalrat, Walter Rosenkranz, war für eine Rückkehr Landbauers, eventuell als Klubobmann im Niederösterreichischen Landtag, wie er in einem Interview mit dem ORF Niederösterreich betonte.
Am 24. August 2018 stellte die Staatsanwaltschaft Wiener Neustadt die Ermittlungen wegen der Liederbuch-Affäre gegen die Burschenschaft Germania zu Wiener Neustadt ein. Landbauer wurde in dem Verfahren als Zeuge geführt. Am 25. August 2018 gab auch FPÖ-Chef und Vizekanzler Heinz-Christian Strache bekannt, dass er für eine Rückkehr Landbauers sei. ÖVP und SPÖ waren dagegen, wie deren Bundesgeschäftsführer bzw. Generalsekretär (Max Lercher und Karl Nehammer) betonten. In einer Videobotschaft verkündete der für Landbauer auf das Landtagsmandat nachgerückte Michael Schnedlitz, dass er auf sein Mandat sofort zugunsten von Landbauer verzichten würde und dass er sich eine möglichst rasche Rückkehr Landbauers wünsche.

### Rückkehr in den Landtag und Übernahme von FPÖ-Führungsämtern (seit 2018)
Am 28. August 2018 wurde bekannt gegeben, dass Udo Landbauer mit 20. September 2018 als Landtagsabgeordneter und geschäftsführender Klubobmann der FPÖ im niederösterreichischen Landtag in die Politik zurückkehren und das Mandat von Michael Schnedlitz übernehmen werde, während FPÖ-Klubobmann Martin Huber im Amt bleibe. Diese Neuregelung wurde von den niederösterreichischen Grünen, insbesondere deren Landessprecherin Helga Krismer, scharf kritisiert.
Am 19. September 2018 wurde Udo Landbauer, neben Landesparteiobmann Walter Rosenkranz, zum geschäftsführenden Landesparteiobmann der FPÖ Niederösterreich vom Landesparteivorstand gewählt. Neuer Landesparteisekretär wurde der bisherige Wiener Neustädter FPÖ-Gemeindepolitiker, Landtagsabgeordnete und Landbauer-Vertraute Michael Schnedlitz, welcher wiederum Christian Hafenecker im Amt nachfolgte, der als FPÖ-Generalsekretär in die Bundespartei wechselte. Am 20. September 2018 wurde er dann vom Niederösterreichischen Landtag, neben Klubobmann Martin Huber, zum geschäftsführenden Klubobmann seiner Partei gewählt – teils unter heftigem Protest anderer Parteien und Organisationen.
Mit 1. Juli 2019 wurde er auch Landesparteiobmann der FPÖ Niederösterreich. Er folgte damit Walter Rosenkranz nach, der auf Bundesebene Volksanwalt wurde. Nach Martin Hubers Suspendierung aus der Partei wurde Landbauer im Oktober 2019 Klubobmann der niederösterreichischen FPÖ.
Ende 2020 äußerte Landbauer in einem Zeitungsinterview im Hinblick auf die Ausbreitung des Coronavirus in Altenheimen: „Sterben gehört nun mal zum Leben dazu.“
Am 19. Juni 2021 wurde er zu einem der Stellvertreter von Bundesparteiobmann Herbert Kickl gewählt. Am 26. Juni 2021 wurde er mit 94,59 Prozent der Delegiertenstimmen zum Landesparteiobmann der FPÖ Niederösterreich gewählt, nachdem er zuvor geschäftsführender Parteiobmann war.

### Spitzenkandidat bei der Landtagswahl in Niederösterreich 2023
Bei der Landtagswahl in Niederösterreich 2023 war Landbauer erneut Spitzenkandidat der FPÖ. Zudem war er Spitzenkandidat der Partei im Landtagswahlkreis Wiener Neustadt. Mit einem Zugewinn von 9,4 Prozentpunkten kam die Partei auf über 24 Prozent der Stimmen und überholte somit die SPÖ. In der Landesregierung stellt die FPÖ somit drei Mitglieder statt bisher nur einem; die ÖVP verlor dort ebenso wie im Landtag die absolute Mehrheit. Landbauer erhielt 97.731 Vorzugsstimmen, was knapp 45 Prozent der FPÖ-Wähler ausmachte – in absoluten Zahlen die zweitmeisten nach Landeshauptfrau Johanna Mikl-Leitner (ÖVP, 148.119 Stimmen). Am 23. März folgte seine Wahl zum Landeshauptfrau-Stellvertreter durch den niederösterreichischen Landtag. Er ist der erste Stellvertreter eines niederösterreichischen Landesoberhauptes iranischer Abstammung. In der Landesregierung Mikl-Leitner III hält er die Zuständigkeiten für Infrastruktur, Verkehr, und Sport sowie einen Teil der EU-Agenden.